# Ceresa
Ceresa är ett släkte av insekter. Ceresa ingår i familjen hornstritar.

## Dottertaxa tillCeresa, i alfabetisk ordning[1]
- Ceresa abbreviata
- Ceresa affinis
- Ceresa alboguttata
- Ceresa albosignata
- Ceresa atrata
- Ceresa axillaris
- Ceresa brunnicornis
- Ceresa bubalus
- Ceresa cavicornis
- Ceresa chacoana
- Ceresa colon
- Ceresa concinna
- Ceresa conica
- Ceresa cuprea
- Ceresa discolor
- Ceresa excisa
- Ceresa extensa
- Ceresa fasciatithorax
- Ceresa insignis
- Ceresa integra
- Ceresa maculipennis
- Ceresa malina
- Ceresa mulsa
- Ceresa nigricornis
- Ceresa nigripectus
- Ceresa paranaensis
- Ceresa paulistana
- Ceresa peruensis
- Ceresa piramidalis
- Ceresa platycera
- Ceresa plaumanni
- Ceresa prosocera
- Ceresa robusta
- Ceresa sallei
- Ceresa similis
- Ceresa stylata
- Ceresa uruguayensis
- Ceresa ustulata
- Ceresa viridilineata
- Ceresa vitulus